# Смирнов, Александр Иванович (депутат I Думы)
Алекса́ндр Ива́нович Смирно́в (9 марта 1880 — ?) — токарь, депутат Государственной думы I созыва от Костромской губернии.

## Биография

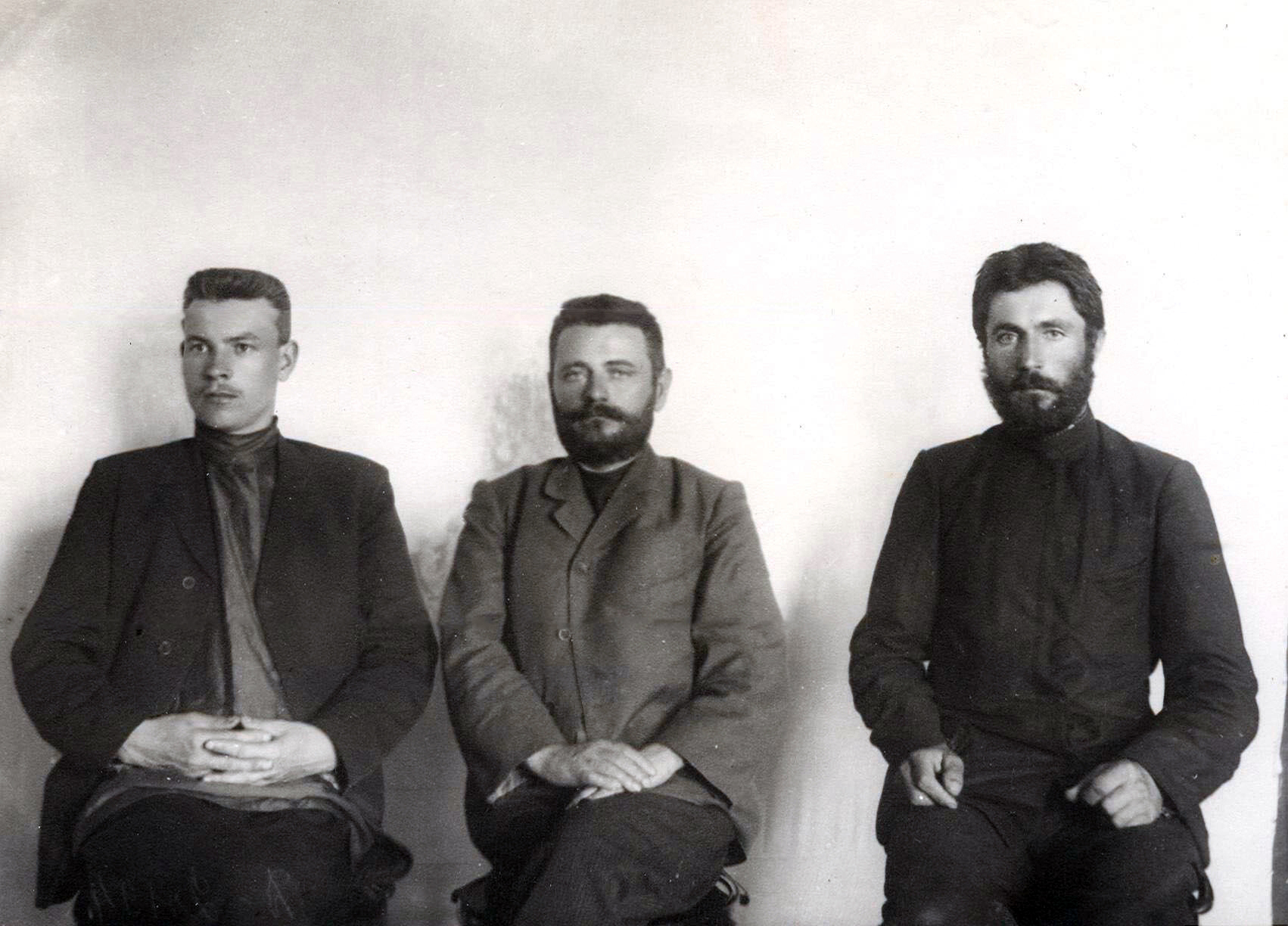
А.И. Смирнов (слева) в Государственной Думе, 1906 год

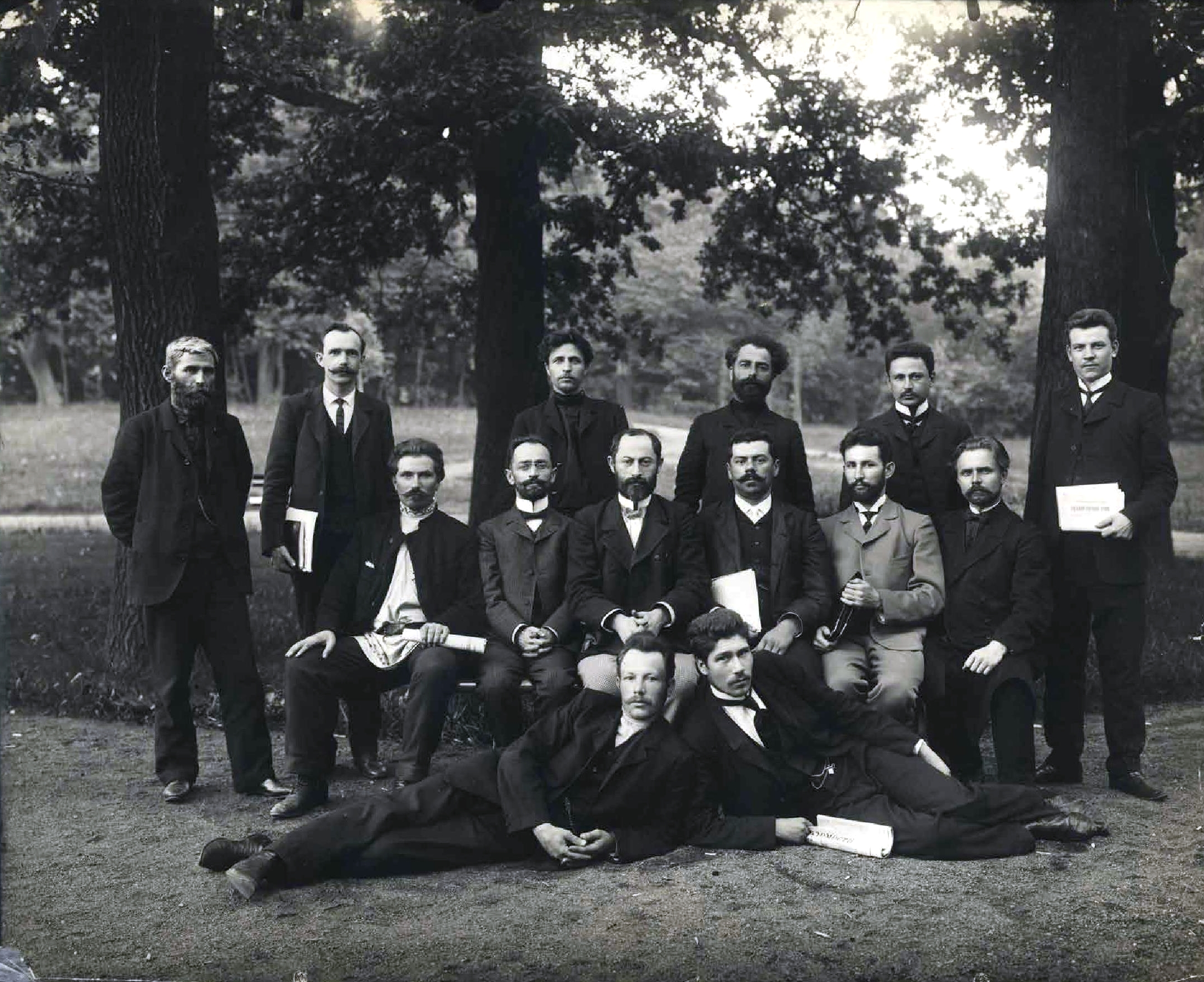
Социал-демократическая фракция I Государственной думы. Стоят: И. И. Рамишвили, И. Ф. Савельев, З. И. Выровой, С. Н. Церетели, И. Г. Гомартели, А. И. Смирнов; сидят: М. И. Михайличенко, С. Д. Джапаридзе, Н. Н. Жордания, В. А. Ильин, П. А. Ершов, И. Е. Шувалов; лежат: В. Н. Чурюков, И. И. Антонов

Родился в крестьянской семье в селе Вичуга Кинешемского уезда Костромской губернии в 1880 году (один из самых молодых депутатов государственной Думы 1-го созыва). Учился в земской школе. Работал токарем на фабрике братьев Разорёновых в Новой Вичуге Кинешемского уезда.
27 марта 1906 избран в Государственную думу I созыва от общего состава выборщиков Костромского губернского избирательного собрания. Политическая позиция характеризовалась, как «принимает деятельное участие в работе местного отдела партии „народной свободы“, состоя ея членом». Но при работе в Думе его позиция оказалась значительно левее. Вошёл в Трудовую группу, с июня 1906 — в Социал-демократическую фракцию. В издании Трудовой группы охарактеризован как социал-демократ. Подписал законопроект «О гражданском равенстве» и законопроект «33-х» по аграрному вопросу.
10 июля 1906 года в г. Выборге подписал «Выборгское воззвание», а также обращение ко всем рабочим социал-демократической фракции Думы.
14 ноября 1907 обыскан, арестован по делу о Выборгском воззвании. 17 ноября того же года предъявлено обвинение в антиправительственной пропаганде среди рабочих на Вичугском заводе, в устройстве митингов, собраний и тайных сходок рабочих, в распространении прокламаций революционного содержания. Содержался в Кинешемской и Костромской тюрьмах, затем перевезён в Петербургской пересыльную тюрьму. Но 12 декабря 1907 на первом заседании по делу о Выборгском воззвании значился «неявившимся», причём было оговорено, что он содержится в одной из тюрем московского округа и, «несмотря на требование прокурора» до сих пор не доставлен. Получил отказ на прошение министру внутренних дел об освобождении.
На процессе по Выборгскому воззванию осужден по ст. 129, ч. 1, п. п. 51 и 3 Уголовного Уложения, приговорен к 3 месяцам тюрьмы и лишен права быть избранным.
Дальнейшая судьба неизвестна.